# Mikhail Mikhaylovich Devyatyarov
Mikhail Mikhaylovich Devyatyarov (en russe : Михаил Михайлович Девятьяров), né le 11 novembre 1985 à Tchoussovoï, est un fondeur russe.

## Biographie
Il est le fils de l'ancien fondeur de haut niveau Mikhail Devyatyarov.
Il fait ses débuts officiels sur une course FIS en fin d'année 2002, puis court sa première manche de Coupe du monde en octobre 2003 à Düsseldorf (66e), avant de prendre la quatrième place du sprint aux Championnats du monde junior 2004 à Stryn. 
Son premier résultat majeur est sa médaille de bronze sur la poursuite des Championnats du monde junior de 2005.
En 2006 et 2008, il signe deux cinquièmes places aux Championnats du monde des moins de 23 ans en sprint.
En tant que spécialiste des épreuves de sprint, il marque ses premiers points en Coupe du monde en octobre 2004 à Düsseldorf (24e), signe son premier top dix en janvier 2006 à Otepää (10e) et remporte sa première et seule course de Coupe du monde en mars 2007 à Stockholm (technique classique). Cette année, il a aussi pris part à son premier championnat du monde à Sapporo, où il se classe quinzième du sprint classique.
En 2010 à Vancouver, il est sélectionné pour sa seule course aux Jeux olympiques, atteignant les demi-finales pour se classer huitième.
En janvier 2013, il signe son deuxième succès dans l'élite, cette fois en sprint par équipes sur le site de Liberec en compagnie de Nikolay Morilov, devant une paire norvégienne et une autre paire russe. Il enregistre son ultime top dix en Coupe du monde en 2015 à Rybinsk (9e) et met un terme à sa carrière sportive en 2017.

## Palmarès

### Jeux olympiques
| Épreuve / Édition | Vancouver 2010 |
| Sprint classique  | 8e             |

### Championnats du monde
| Épreuve / Édition | Sapporo 2007 | Oslo 2011 | Val di Fiemme 2013 |
| Sprint classique  | 15e          |           | 22e                |
| Sprint libre      |              | 19e       |                    |

### Coupe du monde
- Meilleur classement général : 40e en 2007.
- 1 podium individuel : 1 victoire.
- 1 podium en épreuve collective : 1 victoire.

#### Victoire
| Épreuve / Édition | Sprint | Sprint    |
| Épreuve / Édition | libre  | classique |
| 2007              |        | Stockholm |

#### Classements par saison
| Saison    | Classement général final | Classement sprint |
| 2004-2005 | 130e                     | 62e               |
| 2005-2006 | 100e                     | 42e               |
| 2006-2007 | 40e                      | 17e               |
| 2007-2008 | 47e                      | 17e               |
| 2009-2010 | 65e                      | 22e               |
| 2010-2011 | 77e                      | 37e               |
| 2011-2012 | 140e                     | 84e               |
| 2012-2013 | 73e                      | 33e               |
| 2014-2015 | 108e                     | 54e               |
| 2015-2016 | 141e                     | 93e               |

### Championnats du monde junior
- Médaille de bronze de la poursuite (2 x 10 km) en 2005 à Rovaniemi.

### Coupes continentales
- 2e du classement général de la Coupe d'Europe de l'Est en 2016.
- 10 podiums en Coupe d'Europe de l'Est.
- 1 podium en Coupe OPA.

### Championnats de Russie
- Champion sur le sprint classique en 2007.